# The Gift of Game
The Gift of Game – debiutancki album zespołu Crazy Town wydany 9 listopada 1999 za pośrednictwem wytwórni Columbia Records, dystrybuowany przez Sony BMG. Album, przedstawiony publiczności sześć miesięcy po rozpoczęciu nagrań, zawiera największy hit zespołu – Butterfly, który uplasował się na pierwszym miejscu listy Billboard Hot 100 24 marca 2001. Utwór był na pierwszym miejscu na listach przebojów w 15 państwach.
The Gift of Game łączy nurty numetalowe z rapowanym tekstem. Przez krytyków styl ten jest nazywany niekiedy rapcorem. Strona instrumentalna nie jest rozbudowana, skupia się na ostrych, najczęściej prostych riffach gitarowych i wspólnym wokalu Epica Mazura i Setha Binzera. 
Album ma status platynowej płyty – sprzedano ponad 1,5 mln egzemplarzy płyt. Ponadto uplasował się na dziewiątym miejscu na liście Billboard 200. Stał się początkiem tragedii życiowej Rust Epique, który od momentu sukcesu albumu zaczął intensywnie zażywać narkotyki.

## Kontekst
Binzer i Mazur poznali się w 1992 roku, kiedy założyli swój pierwszy zespół, Brimstone Sluggers. Zespół nagrywał covery i parodie popularnych utworów (m.in. "Rock Box" Run-D.M.C. i "Bring Tha Noize" nagrana wspólnie przez Public Enemy i Anthrax). W 1995 Mazur został wysłany na studia do Nowego Jorku, jednak je przerwał po roku. W 1997 Binzer i Mazur spędzili kilka miesięcy w oddzielnych klinikach odwykowych z powodu uzależnienia od narkotyków. Tak Mazur wspominał okres uzależnienia: 

Wokół mnie było wiele uzależnień. Nie widziałem nic tajemniczego, nieosiągalnego i przyjemnego w zażywaniu narkotyków.

O powstaniu albumu i stworzeniu zespołu Binzer wypowiedział się następująco w jednym z wywiadów:

Dorastałem słuchając hip-hopu i muzyki rockowej. Crazy Town jest jak spotęgowany Dennis The Menace. Chcieliśmy nakreślić obecną sytuację dzieci w świecie. Chciałem połączyć rap i rock w taki sposób, w jaki nikt tego wcześniej nie zrobił. Nieważne jakiej muzyki słuchałeś w przeszłości, chciałem, żeby moja muzyka ci się podobała.

Pod koniec 1997 Binzer i Mazur udali się na spotkania anonimowych alkoholików. Niemal cały 1998 rok obaj muzycy spędzili na nagrywaniu utworów demo. Pod koniec roku z Binzerem skontaktował się późniejszy sponsor i promotor zespołu No Doubt, Danny Ostrow i zaproponował nagranie albumu. Z pomocą Ostrowa Mazur i Binzer sformowali zespół, w którego skład weszli: James "JBJ" Bradley, sesyjny perkusista zespołu Beastie Boys, gitarzysta basowy Faydoe Deelay, gitarzyści Anthony Valli i Rust Epique oraz DJ AM.

## Nagrywanie albumu
W trakcie nagrywania albumu wykorzystano zalążki utworów nagrane zarówno przez Brimstone Sluggers, jak i samodzielnie przez Mazura i Binzera. Zespół zaczął nagrywać materiał na album w lutym 1999 roku w studiu Westlake Audio w Los Angeles, rodzinnym mieście Binzera. Pisaniem nowych utworów zajęli się Binzer i Mazur, wszystkie piosenki prócz "Only When I'm Drunk" (która jest coverem piosenki zespołu Tha Alkaholiks o tym samym tytule) są ich autorstwa. 
Tuż po wydaniu albumu Mazur tak określił skomponowaną przez zespół muzykę:

Nie wiem, jak można sklasyfikować naszą muzykę. Czasem można pomyśleć, ze to ostry rock, czasem jedynie hip-hop. Jednak słuchając całego albumu odnosi się wrażenie, że poprzez pryzmat hip-hopu pokazujemy niemal każdy rodzaj muzyki. Zdefiniowałbym zespół bardziej jako dzieci hip-hopu, które grają rock, niż dzieci rocka, grające hip-hop.

Zespół nagrał piosenkę "Darkside" jako ostatnią. Crazy Town zawdzięcza swoje dwa hity zespołowi Red Hot Chili Peppers – sampel muzyczny do "Butterfly" został zaczerpnięty z instrumentalnego utworu RHCP pt. "Pretty Little Ditty" nagranego w roku 1987 przez Hillela Slovaka. Z kolei wstępne riffy gitarowe do piosenki "Revolving Door" zostały zapożyczone z utworu "Under the Bridge".

## Wydanie
| Data wydania     | Wytwórnia         | Format | Numer katalogowy | Dystrybucja |
| ---------------- | ----------------- | ------ | ---------------- | ----------- |
| 9 listopada 1999 | Columbia Records  | CD     | 63654            | Sony BMG    |
| 1999             | Columbia Records  | Kaseta | 63654            | Sony BMG    |
| 2002             | Sony Music        | CD     | 4952972          | Sony BMG    |
| 2008             | Sbme Special MKTS | CD     | 724753           | Sony BMG    |

Album został wydany na całym świecie za pośrednictwem Columbia Records 9 listopada 1999. Płyta została wydana wraz z czarno-białą rozkładaną poligrafią (jedynym kolorowym elementem jest okładka). Po jednej stronie umieszczone są sylwetki członków zespołu, zaś na odwrocie teksty piosenek i podziękowania. 
Postać umieszczona na okładce, kobieta liżąca lizaka, jest nazywana "Little Lolita", zaś autorem wizerunku jest Bob Lee Hickson (wygląd był konsultowany z zespołem). Zarówno wygląd postaci z okładki, jak i tytuł albumu jest związany z tekstem piosenki "Lollipop Porn". Nazwa albumu może być myląca, bowiem "Game" według amerykańskiej odmiany języka angielskiego oznacza dużą, przełamującą wszystko siłę.
Pierwszy singel, "Toxic", został wydany tuż po ukazaniu się albumu, w okresie bardzo niskiej sprzedaży płyty. Binzer tak zdefiniował utwór:

"Toxic" doskonale opisuje Crazy Town, gdyż nasze brzmienie jest tak samo toksyczne, jak piosenka. Wchodzi w słuchacza i jest radioaktywna. Jest głośna i odpychająca.

Drugi singel, "Darkside", został wydany na początku 2000 roku – zespół potraktował utwór jako ostatnią szansę na utrzymanie się na rynku. Ponadto był to pierwszy singel Crazy Town, na którym gościnnie zagrał zespół Orgy.
Mazur w jednym z wywiadów powiedział:

Rytm jest przerywany, mocny i w momencie nadejścia refrenu nie dostrzega się wyraźniej różnicy w stosunku do zwrotek. Całe napięcie w twojej głowie niespodziewanie rozbija się o ścianę. Każdy ma swoją ciemną stronę.

## Przyjęcie albumu. Sukces utworu "Butterfly"
Zespół zaczął intensywnie koncertować, by zdobyć pieniądze na wydanie kolejnej płyty (m.in. grał jako support przed takimi zespołami jak Buckcherry, Red Hot Chili Peppers i Methods Of Mayhem). Album bardzo słabo się sprzedawał, Binzer popadł w nałóg alkoholowy, zaś Mazur zaczął zażywać narkotyki. W 2000 roku formacja została zaproszona na festiwal Ozzfest, jednak została wydalona z imprezy po dwóch tygodniach. Binzer powiedział w jednym z wywiadów, co było powodem usunięcia zespołu z trasy :

Byłem pod wpływem alkoholu, niemal w totalnym amoku. Wyrzuciłem krzesło przez okno. Zostałem aresztowany. Mój manager powiedział do mnie: musisz wrócić do domu i odpocząć, wyluzować się. Dlatego graliśmy tam jedynie dwa tygodnie.

Mazur i Binzer ponownie udali się na kurację odwykową po tym, jak uciekli przed rodziną i znajomymi i zostali znalezieni niemal martwi po długotrwałej libacji. Jak powiedział Mazur gazecie "People", pisali do siebie listy.
Na początku 2001 roku zespół zaczął planować wydanie kolejnego singla (w tym czasie powoli przygotowywano już materiał na następną płytę). Z powodu słabego rozreklamowania "Butterfly" nie stała się hitem od razu po wydaniu albumu. Mazur w wywiadzie z 2006 roku powiedział:

Wiedzieliśmy, że ta piosenka może stać się dla nas przełomem. W zakątkach umysłu wiedzieliśmy, że jeśli stawimy czoła naszym problemom i obrócimy postać rzeczy do góry nogami, ten utwór być może zrobi to dla nas.

Piosenka była w serwisach muzycznych cytowana jako nie pasująca do stylu Crazy Town, popowa, podchodząca pod crossover. Utwór był odtwarzany w stacjach radiowych nadających niemal wszystkie rodzaje muzyki – rock, pop a nawet metal. Traktuje o związku Binzera ze swoją byłą dziewczyną, która pojawia się w teledysku. Singel pozwolił Crazy Town zdobyć sławę i wyjechać na międzynarodową trasę koncertową.
W 2001 roku zespół wydał jeszcze jeden singel, który przypieczętował sukces albumu, "Revolving Door". Tekst opowiada o korzystaniu z życia z umiarem, by nie zepsuć swojej przyszłości. Mazur tak skomentował kontekst piosenki:

Rób to, co chcesz. Umów się z tą dziewczyną, zażywaj narkotyki, idź do tego miejsca. Licz się jednak z konsekwencjami. Crazy Town znany był z tego, że przeżuwał ludzi, a potem ich wypluwał. Jeśli nie wiesz, jak prowadzić swoje życie, umrzesz.

Latem 2002 roku zespół zaczął nagrania do kolejnego albumu, Darkhorse, który został wydany 12 listopada 2002. Album nie powtórzył sukcesu debiutanckiej płyty zespołu, nie zdobył żadnego wyróżnienia, nie doczekał się hitów.

## Oceny krytyków
Album The Gift of Game był poddawany szerokiej krytyce, zebrał oceny dwojakie: negatywne wystawiane przeważnie w latach 1999–2001 i pozytywne, już po sukcesie "Butterfly".
Steve Huey z serwisu AllMusic, który ocenił album na trzy gwiazdki w pięciogwiazdkowej skali, napisał:

The Gift of Game jest podobny do innych albumów alternatywnych inspirowanych rapem. Miejscami dźwięk kreowany przez Crazy Town jest trudny do zniesienia, zwłaszcza ze względu na to, że ta muzyka nie skupia się twardo na melodii i efektownych riffach.

April Long z gazety NME oceniła album zdecydowanie negatywnie:

Crazy Town są tak daleko od Rage Against the Machine (dziadków swojego gatunku) jak My Vitriol od Nirvany. The Gift of Game jest tak typowy, tak poukładany i schematyczny, że jest podobny do rysowania diagramów. Schematyczny podwójny rap Shifty Shellshocka i Epica Mazura jest klasycznie połączony z łamiącymi kości riffami gitarowymi.

## Lista utworów
Każdy utwór z przedziału 15–31 to czterosekundowa cisza.
| #   | Tytuł                                          | Długość | Autorzy                                           | Gość            | Uwagi                                                                                   |
| --- | ---------------------------------------------- | ------- | ------------------------------------------------- | --------------- | --------------------------------------------------------------------------------------- |
| 1.  | "Intro"                                        | 0:25    | Seth Binzer                                       |                 | Utwór bez tekstu.                                                                       |
| 2.  | "Toxic"                                        | 2:48    | Binzer, Mazur, Miller                             |                 |                                                                                         |
| 3.  | "Think Fast"                                   | 3:52    | Binzer, Mazur, Miller, Epique, Washington, Roland | Dirty Unit      |                                                                                         |
| 4.  | "Darkside"                                     | 3:52    | Binzer, Mazur                                     | Orgy            |                                                                                         |
| 5.  | "Black Cloud"                                  | 5:02    | Binzer, Mazur, Miller, Epique                     | Jay Gordon      |                                                                                         |
| 6.  | "Butterfly"                                    | 3:36    | Binzer, Mazur                                     |                 | Sampel muzyczny zaczerpnięty z piosenki Red Hot Chili Peppers pt. "Pretty Little Ditty" |
| 7.  | "Only When I'm Drunk"                          | 2:47    | Smith, Brooks, Robinson                           |                 | Cover piosenki zespołu Tha Alkaholiks                                                   |
| 8.  | "Hollywood Babylon"                            | 4:23    | Binzer, Mazur                                     | Mad Lion        |                                                                                         |
| 9.  | "Face the Music"                               | 3:24    | Binzer, Mazur                                     |                 |                                                                                         |
| 10. | "Lollipop Porn"                                | 3:54    | Binzer, Mazur, Lorenzo                            |                 |                                                                                         |
| 11. | "Revolving Door"                               | 3:40    | Binzer, Mazur                                     |                 |                                                                                         |
| 12. | "Players (Only Love You When They're Playing)" | 4:13    | Binzer, Mazur, Valli, Williams                    | Jenny Sipprelle |                                                                                         |
| 13. | "B-Boy 2000"                                   | 4:27    | Binzer, Mazur, Miller, Epique, Williams           | KRS-One         |                                                                                         |
| 14. | "Outro (www.crazytown.com)"                    | 1:19    |                                                   |                 | Utwór bez tekstu.                                                                       |
| 32. | "The Gift of Game Hidden Track"                | 0:55    |                                                   |                 | Utwór niewymieniony w spisie utworów podanym w poligrafii dołączonej do albumu.         |

## Single
| Data wydania   | Tytuł            | Nr katalogowy | Wytwórnia        |
| -------------- | ---------------- | ------------- | ---------------- |
| 1999           | "Toxic"          | 668964 2      | Columbia Records |
| 2000           | "Darkside"       | 6694012       | Columbia Records |
| 20 lutego 2001 | "Butterfly"      | 670756 2      | Columbia Records |
| 2001           | "Revolving Door" | 1362          | Columbia Records |

## Skład
- Bret Mazur – śpiew, keyboard
- Seth Binzer – śpiew
- DJ AM – efekty dźwiękowe, DJ
- James Bradley Jr. – perkusja
- Rust Epique – gitara
- Anthony Valli – gitara
- Doug Miller – gitara basowa
- Troy van Leeuwen – gitara na utworze "Darkside"; programista dźwięku
- Jay Gordon – keyboard na utworze "Darkside"
- Stephen Costantino – gitara na utworach "Revolving Door" i "Hollywood Babylon"
- Brian Virtue – inżynier dźwięku[1]
- Bob Lee Hickson – ilustracja na okładce albumu[1]

## Pozycje na listach przebojów
| Państwo       | Miejsce |
| ------------- | ------- |
| USA           | 9       |
| Australia     | 27      |
| Nowa Zelandia | 24      |
| Francja       | 133     |
| Holandia      | 40      |
| Szwecja       | 20      |
| Belgia        | 40      |
| Austria       | 4       |
| Szwajcaria    | 11      |
| Finlandia     | 2       |
| Norwegia      | 3       |
| Dania         | 15      |